# Willem van Heesen
Willem van Heesen (Ambt Vollenhove, 11 juli 1920 – Kamp Sandbostel, 25 april 1945) was een Nederlandse verzetsstrijder in de Tweede Wereldoorlog. Hij nam deel aan een aanslag die leidde tot de razzia van Putten op 2 oktober 1944. Van Heesen werd als enige aanslagpleger bij diezelfde razzia opgepakt en overleed in een Duits concentratiekamp.

## Levensloop
Van Heesens ouders waren Cornelis van Heesen (1889-1975) en Grietje van Setten (1889-1974). Zijn vader was van 1930 tot 1954 burgemeester van 's-Gravendeel. Van Heesen zelf volgde de landbouwschool.
Samen met vier vrienden werd Van Heesen op 7 september 1941 gearresteerd in 's-Gravendeel. Het vijftal gooide stenen naar een tweetal NSB'ers en een aantal Duitse zeelieden die op een pont stonden. De jongens werden gearresteerd en overgebracht naar de Benthienkazerne in Dordrecht. De vrienden werden veroordeeld tot enkele weken gevangenisstraf en een boete van 150 gulden wegens het beledigen van een Duitse soldaat. De straf zat Van Heesen uit in de zogeheten Oranjehotel in Scheveningen.
Begin 1942 vond Van Heesen werk als controleur bij de Landbouw Crisis Organisatie, met Putten als standplaats. Hij verhuisde daar in mei 1942 naartoe en werd lid van de plaatselijke Gereformeerde Kerk. In zijn nieuwe woonplaats raakte Van Heesen betrokken bij het verzet, onbekend is op welke manier. Hij zou spionagediensten hebben verricht.
Op de avond van 29 september 1944 werd zeven man, waaronder Van Heesen, door de lokale verzetsleider Ab Witvoet aangewezen om deel te nemen aan een hinderlaag. De groep zou van Jan Thijssen via Berend Dijkman, districtscommandant van de Binnenlandse Strijdkrachten, de opdracht hebben ontvangen om Duitse ordonnansen en koeriers te overvallen. De geallieerden rukten namelijk snel op en acties achter het front zouden zorgen voor extra chaos bij de Duitse bezetter.
Dezelfde avond nog trokken de mannen er al op uit, maar de actie werd afgeblazen. In de nacht van 30 september op 1 oktober werd er bij de Oldenallerbrug (ook wel "Poorterbrug" genoemd) tussen Putten en Nijkerk een hinderlaag gelegd. Van Heesen moest met lichtsignalen waarschuwen wanneer er een Duitse auto of motor naderde. Er naderde inderdaad een auto met vier Duitsers, maar zij zagen het lichtsignaal. Te laat, want hun auto werd beschoten met een brengun die op een auto was bevestigd. passerende auto met daarin vier officieren van de Wehrmacht werd beschoten. 
Bij het vuurgevecht kwam een Duitse officier en een van de verzetsmensen (Frans Slotboom) om het leven. Twee van de inzittenden, korporaals, wisten te vluchten. De vierde Duitser raakte gewond en werd meegenomen door de verzetsgroep. Vroeg in de ochtend van 1 oktober 1944 werd hij langs de kant van de weg gelegd en gevonden door een boer, die een nabijgelegen Duitse controlepost inlichtte.
De meeste deelnemers aan de hinderlaag namen de benen, alleen Van Heesen keerde terug naar zijn huis aan de Nieuwe Laaklaan 6a. Generaal Friedrich Christiansen zon op wraak. Putten werd diezelfde dag nog omsingeld door Duitse troepen die in het nabijgelegen Harderwijk waren gelegerd. Zeven personen werden doodgeschoten, ruim honderd huizen in brand gezet en 659 mannen, waaronder Van Heesen, werden opgesloten in de plaatselijke kerk en een dag later overgebracht naar Kamp Amersfoort.
In Amersfoort werden 58 mannen wegens gezondheidsredenen vrijgelaten. Vanuit Amersfoort werden de overige 601 mannen op 11 oktober op transport gezet naar het concentratiekamp Neuengamme. Vandaaruit kwam Van Heessen terecht in Kamp Sandbostel, waar hij op 25 april 1945 overleed. Het kamp werd vier dagen later bevrijd. Slechts 48 mannen keerden naar Putten terug.